# ЗИЛ-131
ЗИЛ-131 је 6x6 камион уведен у употребу 1966. године за потребе совјетске армије. Познат је по томе што служи као платформа за БМ-21 Град систем. Иако је у употреби 50-так година, још увек се производи у фирми "Амур". Произведено је више од милион примјерака који се користе у армијама широм свијета.